# Антоніо Фельтрінеллі
Антоніо Фельтрінеллі (італ. Antonio Feltrinelli; 1 червня 1887, Мілан — 1942, Гарньяно) — італійський підприємець, художник і меценат.
Після вивчення права він працював у сімейному бізнесі з обробки деревини, який він успішно диверсифікував. Він залишив значну частину свого багатства Академії Італії для присудження національних і міжнародних премій, які носитимуть його ім'я. Після краху фашизму це завдання перейшло до відновленої Академії Лінчеї, яка фінансує Премію Антоніо Фельтрінеллі з надходжень цієї спадщини, яка з 1967 року називається Фондом Антоніо Фельтрінеллі.
Він уперше публічно виступив як художник у 1930 році, зокрема на Венеціанській бієнале. Його картини зберігаються в колекціях Galleria d'Arte Moderna в Мілані та Musée du Luxembourg у Парижі.